# Прапор Ківерців
Пра́пор Кі́верців затверджений 9 вересня 1999 року сьомою сесією Ківерцівської міської ради десятого скликання. Автор проекту прапора  — А. Гречило.

## Опис прапора
Квадратне полотнище, розділене горизонтально сосновопагоноподібним січенням (вершини січення проходять на відстані 3/10 від верхнього краю та посередині прапора) на дві частини, у верхній білій частині біжить у бік древка червона вивірка, нижня розділена зубчасто на три рівноширокі вертикальні смуги — зелену, жовту і зелену, на жовтій смузі коричневим швом прошито викладені паркетоподібні бруски.

## Зміст
Паркетна кладка вказує на розвинуту деревообробну галузь. Зелений колір означає багато лісів, вивірка (білка) — типовий представник місцевої фауни, а білий колір означає чисте повітря та щедрість навколишньої природи.